# Reeseville (Wisconsin)
Reeseville es una villa ubicada en el condado de Dodge en el estado estadounidense de Wisconsin. En el Censo de 2010 tenía una población de 708 habitantes y una densidad poblacional de 436,68 personas por km².

## Geografía
Reeseville se encuentra ubicada en las coordenadas 43°18′22″N 88°50′40″O / 43.30611, -88.84444. Según la Oficina del Censo de los Estados Unidos, Reeseville tiene una superficie total de 1.62 km², de la cual 1.62 km² corresponden a tierra firme y (0%) 0 km² es agua.

## Demografía
Según el censo de 2010, había 708 personas residiendo en Reeseville. La densidad de población era de 436,68 hab./km². De los 708 habitantes, Reeseville estaba compuesto por el 95.34% blancos, el 0.71% eran afroamericanos, el 0% eran amerindios, el 0.99% eran asiáticos, el 0% eran isleños del Pacífico, el 1.41% eran de otras razas y el 1.55% pertenecían a dos o más razas. Del total de la población el 2.68% eran hispanos o latinos de cualquier raza.